# Neosprucea
Neosprucea é um género de angiospérmica da família Tiliaceae.
Este género contém as seguintes espécies:
- Neosprucea sararensis